# Magneuptychia tricolor
Magneuptychia tricolor is een vlinder uit de onderfamilie Satyrinae van de familie Nymphalidae. De wetenschappelijke naam van de soort is voor het eerst geldig gepubliceerd in 1850 door William Chapman Hewitson.